# Freiburg im Breisgau
Freiburg im Breisgau Stuttgart, Mannheim és Karlsruhe után a negyedik legnagyobb város Baden-Württembergben valamint a legdélebbi nagyváros Németországban. Egyetemi város, katolikus érsekség székhelye. Belvárosát több mint 3 millió látogató keresi fel évente.
A Freiburg nevű kormányzati kerület, továbbá a Déli Felső-Rajna (Südlicher Oberrhein) régió valamint a Landkreis Breisgau-Hochschwarzwald körzet székhelye.
A legközelebbi nagyváros az elzászi Mulhouse mintegy 40 kilométerre délnyugati irányban, Bázel kb. 60 kilométerre dél felé fekszik tőle, Zürich kb. 86 km délkelet felé, Strasbourg kb. 85 km, Karlsruhe kb. 140 km észak felé, Stuttgart kb. 200 km északkeleti irányban.
A lakosok száma 1933-ban átlépte a 100 000-et, így hivatalosan nagyváros lett. Manapság 236 000 lakosa van, melyből mintegy 30 000 diák a négy felsőoktatási intézmény valamelyikén, nevezetesen az Albert-Ludwig Egyetemen, a Zenei Főiskolán (Hochschule für Musik Freiburg), a Szakfőiskolán (Fachhochschule) vagy a Tanárképző Főiskolán (Pädagogische Hochschule Freiburg).

## Címerek, pecsétek és pénzérmék
Freiburg címere a György-keresztet (Georgskreuz) ábrázolja, amely egy keretekig érő, vörös kereszt fehér háttérrel. Ez Szent Györgynek (St. Georg), a város legrégebbi védőszentjének jelképe. Szórványosan a város pecsétje is megjelenik a címerpajzson: egy stilizált piros vár fehér alapon. Létezik még a fekete sasfejes címer arany háttérrel. Ez a címer 1327 után jött létre a freiburgi pénzérme alapján. Eleinte kiterjesztett szárnyú sas volt az érméken, majd az évek során csak a sas feje maradt meg. Történelmi épületeken és festményeken a város címere gyakran az osztrák címerrel együtt látható, ez is mutatja, hogy a város hosszú ideig Ausztriához tartozott.

## Földrajz

### Domborzat

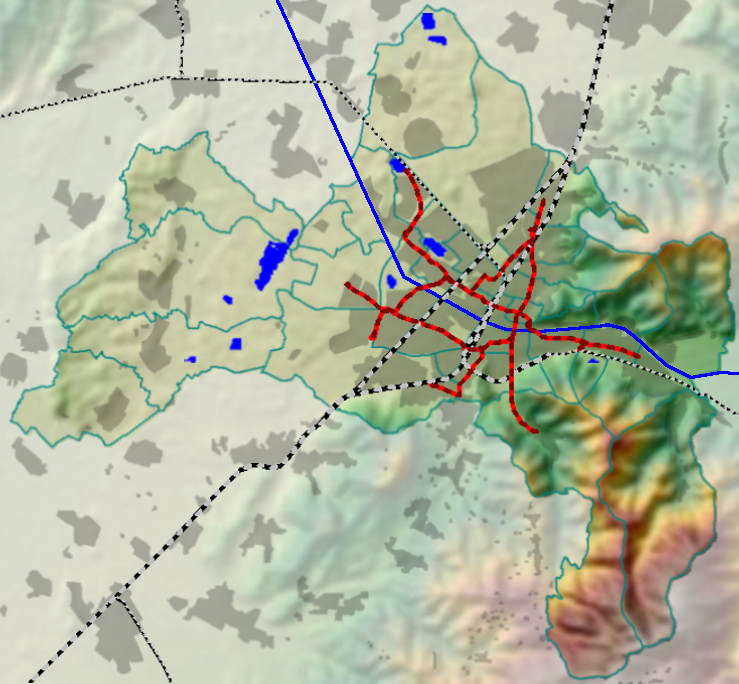
Freiburg domborzata, vasútvonalai és villamoshálózata

Freiburg a Fekete-erdő és a Felső-Rajnaárok határán fekszik. A vető a város területén halad át. A déli városrészek a Zarteni medencéhez vezető völgyben fekszenek, melyet északról a Rosskopf, délről a Brombergkopf hegy szegélyez, de egyes városrészek már magában a Fekete-erdőben (Kappel, Günterstal) vannak.
A Schlossberg mint egy hatalmas emberi orr nyúlik be a belvárosba. A délkeletre fekvő Schauinsland csúcs, a Fekete-erdő egyik legmagasabb csúcsa is még a város területén található. Ezzel Freiburg Németország legnagyobb magasságkülönbséggel (több mint 1000 méter) rendelkező városa. A nyugati városrészek az utolsó jégkorszakban lerakódott hordalékkal feltöltött területen állnak. Délen található a Schönberg hegy. A városon folyik át a Dreisam folyó.
A város észak-déli kiterjedése 18,6 km, keleti-nyugati 20 km. A városhatártól a francia határ 3 km, a svájci határ 42 km távolságra húzódik.

### Éghajlat
Freiburg egy meleg és nedves zónában fekszik, de a városon belül is nagyok a különbségek: a síkon melegebb és szárazabb a levegő, a hegyes területeken inkább hideg és friss a levegő. A repülőtéren mért 10,8 °C évi középhőmérsékletével az egyik legmelegebb német nagyvárosnak számít. (Németország legmelegebb pontja Duisburg-Laar helyen mérhető 10,9 °C éves középhőmérséklettel.) Az évi átlagos 1815 napsütéses órával is előkelő helyen szerepel német viszonylatban. Az évi átlag csapadékmennyiség 950 mm, a légnyomás átlaga 1017,8 hektopascal, a relatív páratartalomé 67,1% az 1998..2005 intervallumot alapul véve.
A freiburgi nyár specialitása a Fekete-erdő magaslataiból leáramló „Höllentäler“ szél, amely esténként rendszeresen átszellőzteti a város egyes részeit röviddel a sötétedés beállta előtt. (A szél a keletre fekvő fekete-erdei Höllental településről kapta a nevét.)
| Hónap                                                                   | Jan.  | Feb.  | Már. | Ápr. | Máj. | Jún. | Júl. | Aug. | Szep. | Okt. | Nov. | Dec.  | Év    |
| ----------------------------------------------------------------------- | ----- | ----- | ---- | ---- | ---- | ---- | ---- | ---- | ----- | ---- | ---- | ----- | ----- |
| Rekord max. hőmérséklet (°C)                                            | 20,8  | 21,9  | 25,7 | 30,0 | 33,7 | 36,5 | 38,3 | 40,2 | 33,9  | 30,8 | 24,2 | 21,7  | 40,2  |
| Átlagos max. hőmérséklet (°C)                                           | 5,6   | 7,4   | 12,1 | 16,6 | 20,6 | 24,3 | 26,4 | 26,1 | 21,3  | 15,8 | 9,6  | 6,4   | 16,1  |
| Átlagos min. hőmérséklet (°C)                                           | 0,5   | 0,7   | 3,3  | 6,0  | 10,2 | 13,7 | 15,6 | 15,3 | 11,4  | 8,0  | 3,9  | 1,4   | 7,5   |
| Rekord min. hőmérséklet (°C)                                            | −16,7 | −14,0 | −5,7 | 0,1  | 2,4  | 6,9  | 8,8  | 7,2  | 4,7   | −1,8 | −6,1 | −15,5 | −16,7 |
| Átl. csapadékmennyiség (mm)                                             | 43    | 46    | 50   | 62   | 95   | 84   | 85   | 75   | 71    | 79   | 69   | 62    | 819   |
| Havi napsütéses órák száma                                              | 62    | 115   | 161  | 207  | 239  | 265  | 300  | 261  | 214   | 123  | 80   | 71    | 2098  |
| Forrás: Weatheronline.de, Meteociel.fr, weather-atlas, and wetterdienst |       |       |      |      |      |      |      |      |       |      |      |       |       |

## Közlekedés

### Közút
Az A5-ös autópálya köti össze a várost északi irányban Strasbourg, Karlsruhe, Mannheim és Frankfurt am Main városokkal, déli irányban Mulhouse és Bázel városokkal. Három autópályakijárat is van: Nord, Mitte és Süd. Ezen kívül a városon haladnak át a B3, B31 és B294 utak.
Freiburg volt az első olyan város az 1970-es években, amely lezárta a belvárost a gépjárműforgalom elől, hogy ezzel gyalogos zónát hozzon létre. Később dinamikus parkolásirányító rendszer készült, amely kijelzi az aktuálisan szabad parkolóhelyek számát az autómentes belváros határán elhelyezkedő parkolóházakban.

### Vasút

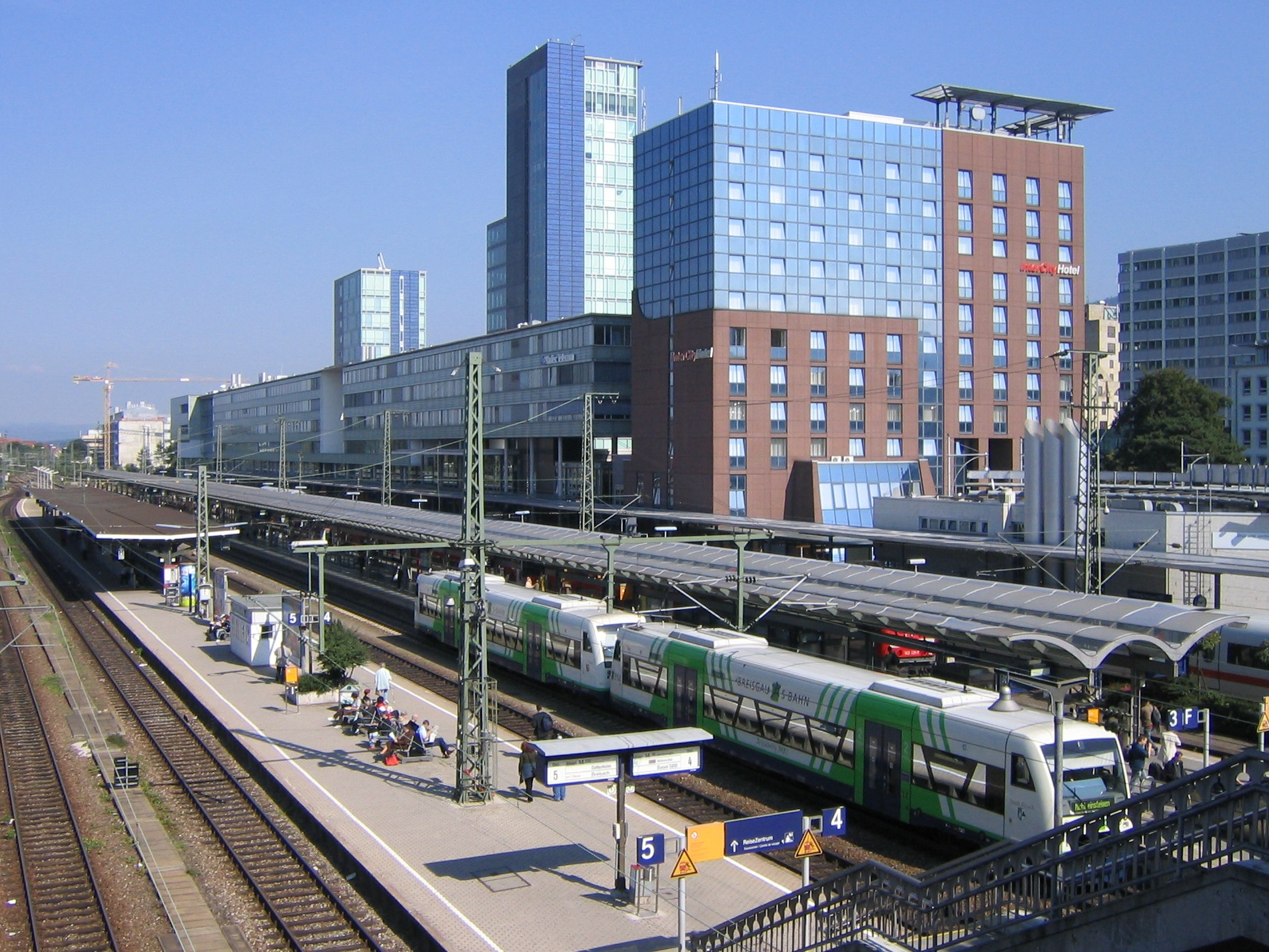
Freiburg (Breisgau) Hauptbahnhof, magyarul főpályaudvar

A freiburgi főpályaudvar négy vonalat szolgál ki:
1. Karlsruhe–Freiburg–Bázel vonal, más szóval a rajnavölgyi vasút, németül Rheintalbahn, 270,7 km hosszú.
2. Freiburg–Donaueschingen vonal az ún. Höllentalbahn 25,4 km hosszú, meredeksége néhol 5,5%, mellyel Németország egyik legmeredekebb vasútvonala.
3. Freiburg-Waldkirch-Gutach-Elzach vonal az ún. Elztalbahn, az Elz folyó völgyében halad és 19,3 km hosszú.
4. Freiburg-Gottenheim-Breisach vonal az ún. Breisacher Bahn 22,5 kilométer hosszúságú.

Vasúti teherszállítás tekintetében már nem számít csomópontnak, de teherpályaudvara átrakodó hely a Novara irányába menő közúti szállítás részére.

### Városi tömegközlekedés

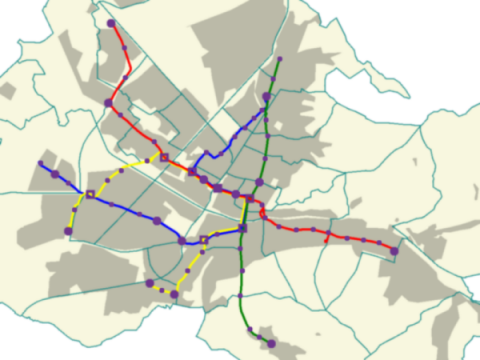
Villamosvonalak piros, zöld, sárga és kék színűek, a megállók lilák, a kerülethatárokat türkiz vonalak jelzik, a beépített városi területek szürkék

A várost és részben a közeli környéket is a Freiburgi Közlekedési Részvénytársaság (németül: Freiburger Verkehrs AG) öt villamosvonala és 21 autóbuszjárata hálózza be. Az első villamost 1901-ben helyezték üzembe. Kifejezetten a város részére készítette a Düwag vagongyár a Düwag GT8 Typ Freiburg típusú villamosokat, amelyek e sorok írásakor (2008 januárjában) még működnek.
A 3,6 km hosszú Schauinslandbahn kabinos libegőt is a Freiburgi Közlekedési Részvénytársaság üzemelteti.

### Légi forgalom
1907 óta létezik a freiburgi repülőtér, ahol maximum 10 tonnás géppel szabad leszállni. A város nyugati részén terül el az új vásárterület közelében. A légi fogalom nagyobb részét azonban a közeli Bázel–Mulhouse–Freiburg-EuroAirport repülőtér nevű elzászi repülőtéren keresztül bonyolítják. ide hétköznap naponta 15, hétvégén naponta 10 autóbuszjárat közlekedik 55 perces menetidővel. Hasonló távolságra van, de nehezebben érhető el a strasbourgi repülőtér. Közvetlen vonatjáratok közlekednek a 150 kilométerre fekvő zürichi és a közelítőleg 270 kilométerre fekvő frankfurti repülőterekre.

## Politika
- ESfA = Eine Stadt für Alle: LiSSt., GAF, UFF
- JUPI: Junges Freiburg, Urbanes Freiburg, Die PARTEI, LTI

## Kultúra és szabadidő

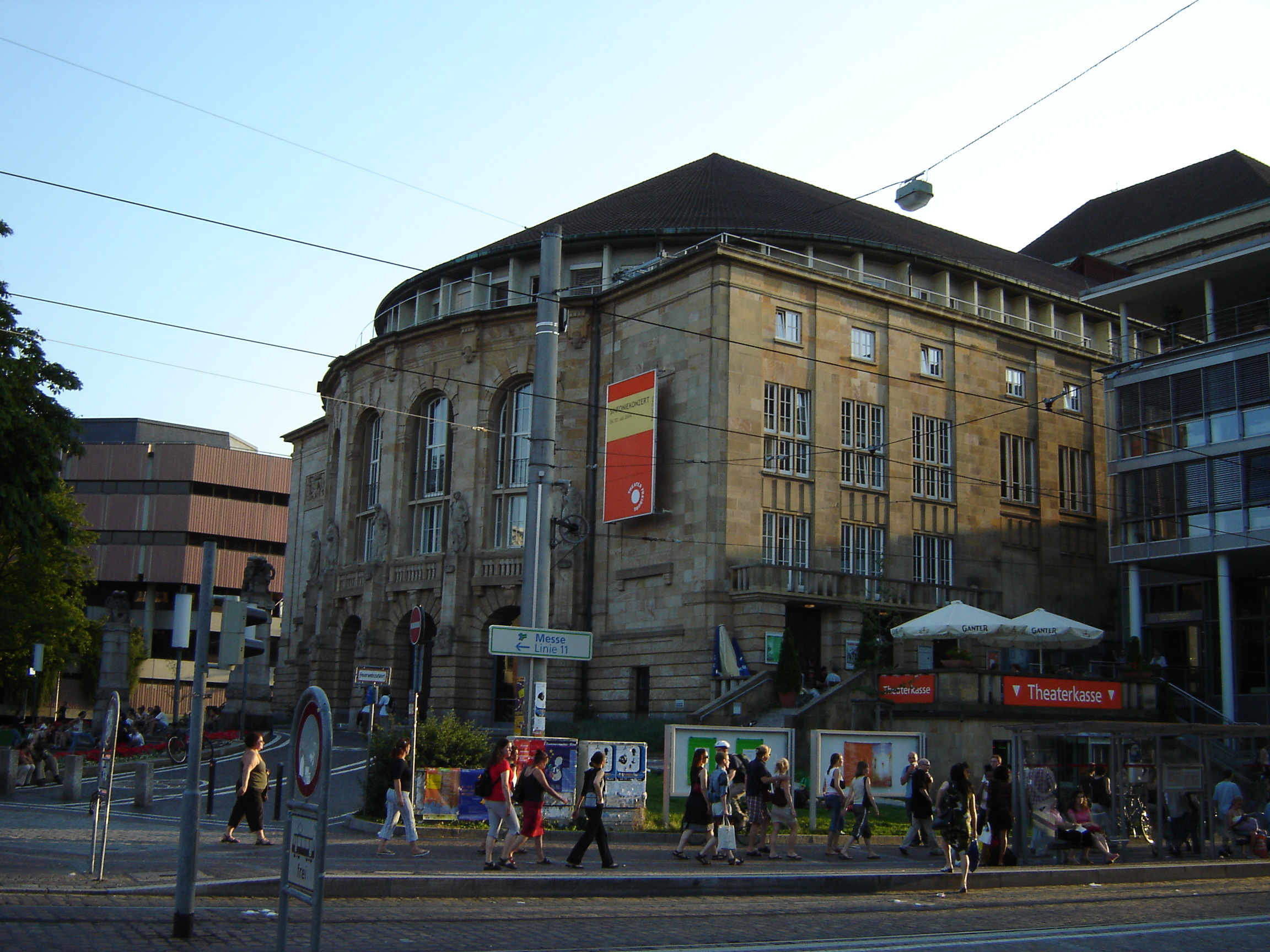
Stadttheater (Városi Színház)

### Színház
A városban számos színház működik, így színházi városnak mondható.
A Stadttheater Freiburg színházi, zenei és balett előadásoknak ad otthont. Három színpada van:
1. Grosses Haus (nagy ház)
2. Schauspielhaus (színjátszóház)
3. Kammerbühne (kamaraszínpad)

Különleges alkalmakra rendelkezésre áll még a „Werkraum“ (munkaszoba) és a „Winterer-Foyer“ (téli szalon). A PVC (physical virus collective) tánccsoport Freiburgban és Heidelbergben lép fel rendszeresen.
További kisebb színházak a következők:
- Wallgraben-Theater Freiburg – eleinte egyetemi pinceszínház volt, főleg a Loriot előadásairól lett híres. Ma a Rathaus (városháza) pincéjében játszanak.
- A volt Marienbad fürdő uszodájában játszik a Freiburgi Gyermek és Ifjúsági Színház.
- Az Alemannische Bühne a helyi (alemannisch) tájszólásban ad elő darabokat.
- Főleg kabarészínpad a „Vorderhaus Freiburg – Kultur in der Fabrik“.
- Galli-Theater Freiburg
- KIEW – Kammerspiele im E-Werk Freiburg
- Theater am Martinstor Freiburg
- Hans-Dürr Színház

Freiburgban dübörög az improvizatív színház. Mintegy 10 amatőr és profi csoport működik, akik különböző helyeken lépnek fel.
Működnek még vállalkozások is, akik színpadias (színházszerű) idegenvezetéseket tartanak gyakran profi színészekkel: Historix-Tours, Freiburg Kultour, Timewalking.

### Fesztiválok
Sok fesztivált rendeznek meg évente a városban:
1. Diavortrag-Festival Mundologia – egy téli színházsport fesztivál.
2. Zelt-Musik-Festival – nyári fesztivál 1983 óta. A széles zenei spektrum a klasszikustól a világzenéig terjed.
3. Kétévente májusban néprajzi filmfesztivált rendeznek Freiburgi Filmfórum néven.

### Zene

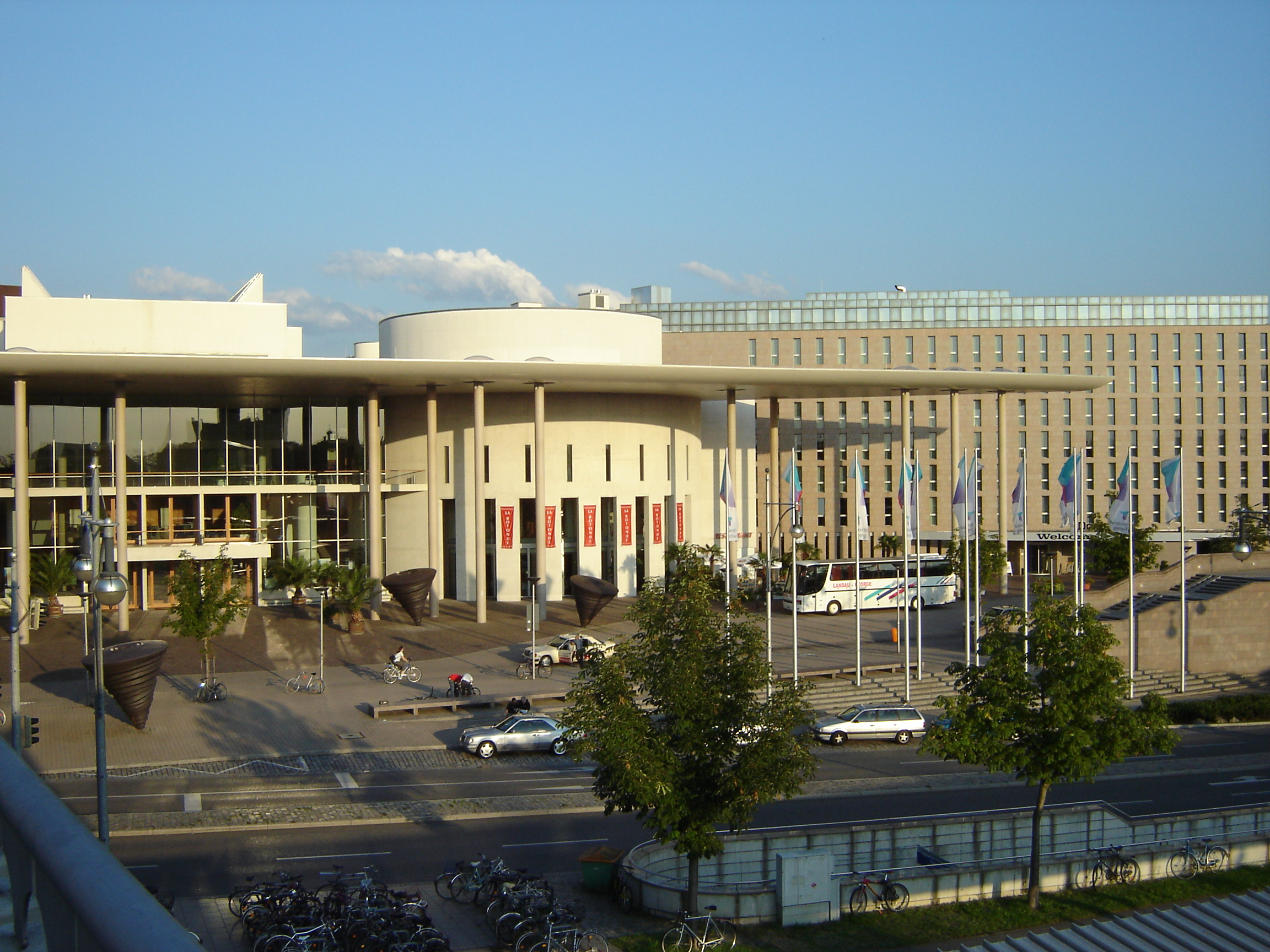
Konzerthaus

A zenei élet is intenzívnek mondható, ami a számos, néhány nemzetközi hírű zenekar és kórus létezésében is megmutatkozik. A zenei életnek lendületet ad az 1946 óta működő zenei főiskola valamint a freiburgi jazz- és rockiskola is. A Südwestrundfunk rádiónál üzemel 1969 óta az Experimentalstudio für akustische Kunst e. V.

#### Zenekarok
- SWR Sinfonieorchester Baden-Baden und Freiburg szimfonikus zenekar székhelye 1996 óta a freiburgi ' Konzerthaus.
- Freiburger Barockorchester (FBO) barokk zenekart Gottfried von der Goltz vezényli.
- A Balthasar-Neumann-Ensemble – vezényel Thomas Hengelbrock.
- A Philharmonisches Orchester a városi színpad házi zenekara.
- Az Akademisches Orchester Freiburg e. V. 1963-ban alapult akadémiai zenekar.
- Studenten-Sinfonie-Orchester der KHG Freiburg
- A Consortium Classicum főleg 18. század végi és 19. századi zenére specializálódik. Dieter Klöcker klarinétos alapította 1966-ban.
- A Holst-Sinfonietta e. V. kamarazenekart és annak ifjúsági zenekarát Klaus Simon vezényli.
- Az ensemble aventure egy kamaratársulat, ami főleg 20. századi és kortárs zenével foglalkozik.
- Az ensemble recherche az egyik legnevesebb modern zenét interpretáló formáció.
- A Baden-Württembergische Ensemble-Akademie Freiburg e.V. hivatásos zenészeknek, valamint hangszeres zenét és éneket tanuló diákoknak nyújt képzési és továbbképzési lehetőségeket. Ezt az intézményt a Freiburger Barockorchester és az ensemble recherche közösen tartja fenn.
- ORSO – rock-szimfonikus zenekar

#### Kórusok
- Anton-Webern-Chor Freiburg
- Balthasar-Neumann-Chor
- Camerata Vocale Freiburg
- Deutsch-Französischer Chor (német-francia kórus)
- Freiburger Bachchor
- Freiburger Domchor
- Freiburger Domkapelle (kamarakórus)
- Freiburger Domsingknaben
- Freiburg Gospel Choir
- Freiburger Kammerchor
- Freiburger Kantatenchor
- Freiburger Oratorienchor
- Freiburger Vokalensemble
- Heinrich-Schütz-Kantorei Freiburg
- Jazzchor Freiburg
- John Sheppard Ensemble
- Kantorei der Christuskirche
- Madrigalchor der KHG
- QueerFlöten e. V. – Freiburg homoszexuális kórusa
- Romanischer Chor
- Russischer Chor der Universität – az egyetem orosz kórusa 1930 óta
- Studentenkantorei Freiburg
- Voice Event – a freiburgi általános és középiskolák válogatott kórusa

#### Jazz
- Dieter Ilg Európa egyik vezető jazzbasszistája.
- Cécile Verny Quartet – Bernd Heitzler (basszus), Andreas Erchinger (zongora), Torsten Krill (dob), Cécile Verny (ének)
- tok tok tok – egy Soul-Formáció (Tokunbo Akinro és Morten Klein)

Emellett számos zenei egylet, fúvószenekar, amatőrkórus és együttes foglalkozik zenével a legkülönbözőbb stílusirányzatokban, de azok többnyire csak lokális jelentőséggel bírnak.

### Film és mozi
Freiburg mozibarátnak mondható, mert a lakosok számához viszonyítva Freiburgban járnak a legtöbben moziba egész Németországban. A CinemaxX-ban és a Harmonie-ban többnyire hollywoodi (mainstream) filmeket vetítenek. Emellett Friedrichsbau/Apollo mozikban és a Kandelhofban üzemel egy helyi vállalkozó öt moziterme, melyeket Programmkino néven emlegetnek. Ezeket a mozikat többször kitüntették az igényes programjaikért. Ez az első olyan németországi mozicég, amely elnyerte az „Europa Cinemas Award“ legjobb programösszeállításért járó díját. Ugyanez a vállalkozás nyaranta szabadtéri filmvetítést is rendez.
A nem-kommerciális Kommunális Mozi is többször kitüntetésben részesült a programjáért. A Kommunális Mozi rendezi meg kétévente a Freiburgi Filmfórumot, amely a néprajzi filmekre koncentrál. Ez a környék egyik legjelentősebb filmfesztiválja.
Az 1957-ben alapított akadémiai filmklub Németország egyik legrégebbi egyetemi filmklubja. Az egyetemi félévek alatt hetente többször (néha négyszer is) vetítenek az Egyetemen egyik nagy előadóteremben 35 mm-es vetítővel.

### Múzeumok
A város legnagyobb múzeuma az Augustinermuseum az Augustinerplatz-on, melynek részét képezi a Münsterplatz-on a Wentzingerhaus-ban elhelyezett Várostörténeti Múzeum. Ugyancsak az Augustinerplatz-on található az Adelhausermuseum, ami geológia, ásványtan témakörökben, valamint a helyi állat- és növényvilágról állít ki. A Colombiparkban lévő régészeti múzeum neve Archäologisches Museum Colombischlössle, ahol évente többször gyermekrendezvényeket szerveznek, melyeknek keretében a gyerekek kipróbálhatják a kőkorszaki tűzgyújtási technikákat és az agyagedénykészítést. Az Uniseum az egyetem történetével foglalkozik.
A Kunsthaus L6-ban más kulturális rendezvények mellett a régió kortárs művészeinek kiállításai is helyet kapnak. A helyi művészeti egylet, a Kunstverein Freiburg e. V, kiállítóterme egy volt uszodában működik és szintén kortárs művészeteket mutat be.
Az említettek városi múzeumok mellett privát múzeumok is vannak a városban.
A helyi hegyen, a Schauinsland, csúcson mutatja be a korábbi ezüst- ólom- és cinbányászatot a Museums-Bergwerk Schauinsland. Egy privát kutatócsoport tartja fenn és a téli hónapokban zárva tart.

### Uszodák és fürdők
Freiburgban összesen 9 fürdő, illetve uszoda van, közülük 3 szabadtéri. A legnagyobb fürdő az Eugen-Keidel-Bad termálfürdő, ahol szauna is van. A város nyugati részén található a Westbad, ahol egy 50 méteres úszómedence, egy fürdőmedence, egy babamedence és egy 10 méteres ugrótorony van 5 méter mély ugrómedencével. A külső részen napozók, játszóterek és gyerekmedencék valamint egy pénzügyi okokból használaton kívüli úszómedence található. A belváros közelében van a Faulerbad hobbiuszoda 25 méteres úszómedencével, napozópázsittal és két szaunával, csúszda nélkül, ahol téli időszakban minden hónap első szombatján uszodabulikat is tartanak. Nyáron zárva tart. Haslach városrészben található a Gartenhallenbad, többek között fürdő- és ugrómedencékkel. Főleg a fiatalabbak körében népszerű.
A legnagyobb szabadtériek fürdő a Strandbad közvetlenül a Badenova-Stadion közelében 50 méteres úszómedencével, fürdőmedencékkel és egy 91 méter hosszú csúszdával. A Wiehre városrészben található a Lorettobad történelmi öltözőivel és külön női résszel. A harmadik szabadtéri fürdő a Freibad St. Georgen, magyal Szent György Fürdő.

### Sport

#### Labdarúgás
Az SC Freiburg azaz Sport-Club Freiburg német labdarúgóklub Freiburgban. A klub férfi és női szakosztálya is egyaránt a német első osztályú bajnokságban, míg az U23 utánpótlás csapata a német harmadosztályban szerepel.

## Látnivalók

### Épületek

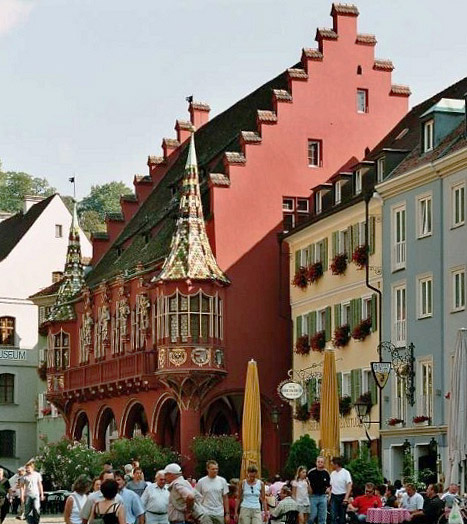
Kaufhaus

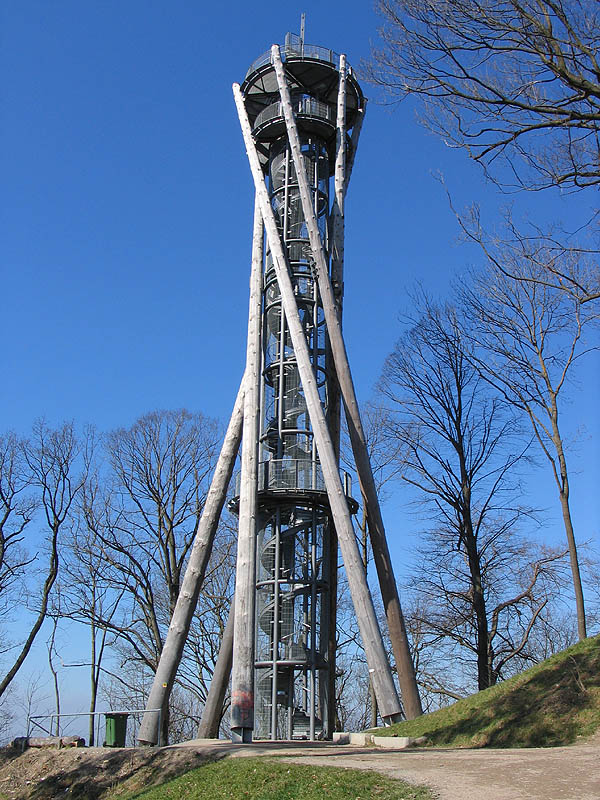
Schlossbergturm

Freiburgban a város történetének minden szakaszából maradtak fenn nevezetes épületek. A történelmi óváros egy része 1944. november 27-én egy bombatámadás során semmisült meg. Meglepő módon a székesegyház (Münster), továbbá a Münsterplatz délkeleti sarkán álló Kaufhaus, Wentzingerhaus és a két középkori városkapu szinte sértetlen maradt. A háború után újjáépítették az óvárost. A figyelemre méltó épületek többek között a következők:
- A Münster (székesegyház) a város legjelentősebb épülete. Polgári templomnak építették, ezért csak egy főtornya van. Gótikus stílusú és 116 méter magas. Belül több oltár és számos műalkotás díszíti, melyeket a középkori üvegablakokon beszűrődő fény világít meg. Körülötte terül el a piac.
- Münsterplatz-on áll az 1532-ben épült bevásárlóközpont, a bikavérvörös színű Kaufhaus. 16. századi Habsburg császárok szobrai, színes cseréppel fedett saroktornyocskák díszítik, homlokzata lépcsős.
- A késői barokk építészet példája az 1761-ben épült Wentzingerhaus, amely szintén a Münsterplatz-on áll. Ma a Freiburgi Várostörténeti Múzeumnak (Museum für Stadtgeschichte Freiburg) ad otthont.
- Fennmaradt két középkori kaputorony. Az idősebbet, a Martinstor-t 1901-ben majdnem a háromszorosára, 60 méteresre magasították és 15. századi stílusú tetőszerkezettel látták el. Az 1250-es építésű Schwabentor-t szintén megmagasították 1901-ben, körülbelül a duplájára és északnémet stílusban lépcsős homlokzatú tetővel fedték le, melyet 1954-ben sátortetőre cseréltek, és egy hagymakupolás harangtornyocskával koronáztak.
- A főpályaudvar 60 méteres tornyával a székesegyház után a város második legmagasabb épülete. A torony 19 emeletét többnyire irodák foglalják el, de a legfelső szinten egy diszkó is működik.
- A Schlossberg hegyen áll a Schlossbergturm kilátótorony 2002 óta.

### Egyéb
- A Schlossberg hegyre vezető 1968-as építésű Schlossbergbahn libegőt a túl magas renoválási költségek miatt 2007 decemberében lebontották. Részben turistaút, részben aszfaltút a hegytetőt körbefutó Burghaldering körút, amely gyalog és autóval egyaránt elérhető. A hegy nyugati oldalában található egy 20. századi bunker bejárata. A meredek déli lejtőn szőlőt termesztenek.
- Régebben bányató volt, ma természetvédelmi terület az Arlesheimer See a város nyugati peremén a Mooswald erdőben.
- A város hegye a Schauinsland, melynek 1284 m (tengerszint feletti) magasságú csúcsa a város területén van. Oda a Schauinslandbahn nevű zártkocsis libegő visz fel.
- A városkép jellegzetesek részét képezik a belváros legtöbb utcáin és sikátorain csörgedező (Freiburger Bächle-ként ismert) freiburgi patakocskák.
- A belváros járdáit rajnai kavicsokból készült mozaikkal burkolták. A Rathaus (városháza) előtt a város összes testvérvárosának a címerét beledolgozták a mozaikba.
- A főpályaudvar közelében található a planetárium.
- A Tiergehege Mundenhof egy kis állatkert.
- A botanikus kert az Egyetem biológia karához tartozik. Kutató- és oktatókert, de nyilvános, bárki által látogatható.

## Testvértelepülések
- Franciaország, Besançon 1959
- Ausztria, Innsbruck 1963
- Olaszország, Padova 1967
- Egyesült Királyság, Guildford 1979
- USA, Madison (Wisconsin) 1987
- Japán, Macujama 1988
- Ukrajna, Lviv 1989
- Spanyolország, Granada 1991
- Irán, Iszfahán 2000
- Nicaragua, Wiwilí 2015
- Izrael, Tel-Aviv 2015
- Dél-Korea, Szuvon 2015